# Петро (Друґов)
Єпископ Петро (в миру Олексій Миколайович Другов або Дугов; 25 березня 1858, Москва — 1917) — єпископ Російської православної церкви в добу Російської імперії з титулом «Сумський, вікарій Харківської єпархії» (1895–1899).

## Життєпис
Початкову освіту отримав у другій Московській гімназії.
У 1881 закінчив історико-філологічний факультет Московського університету зі ступенем кандидата.
У 1883 склав іспит на магістра російської словесності.
23 березня 1884 пострижений у чернецтво.
7 квітня рукоположений у сан ієродиякона, а 3 червня — у сан ієромонаха.
У тому ж році склав іспит в Московській духовній академії на ступінь кандидата богослов'я і залишений при академії.
З 28 січня 1885 — інспектор Віфанської духовної семінарії.
З 27 січня 1889 призначений ректором Володимирської духовної семінарії, 12 лютого зведений в сан архімандрита.
У 1891 — виконувач обов'язків інспектора Московської духовної академії.
З 23 квітня 1892 — ректор Київської духовної семінарії.
19 вересня 1893 хіротонізований на єпископа Сухумського. Хіротонія відбулася в Успенській церкві Києво-Печерської Лаври.
З 17 січня 1895 — єпископ Сумський, вікарій Харківської єпархії.
20 травня 1899 призначений єпископом Смоленським і Дорогобузьким.
Восени 1907 розгорівся справжній скандал — до Смоленська прибула ревізія. Непорядки виявили буквально в кожній з галузей єпархіального життя — фінансові зловживання, богослужбовий статут не дотримувався навіть в кафедральному соборі, що свідчило про богослужбову некомпетентність правлячого архієрея, було розкрите розкрадання цінностей в ризниці архієрейського будинку, кафедрального собору, в низці монастирів, не дорахувалися цінностей і в церковно-археологічному комітеті. Наприкінці 1907 єпископ Петро, намагаючись оперативно реагувати на ситуацію, навіть встиг звільнити від обов'язків настоятеля смоленського Спасо-Авраамового монастиря архімандрита Ігнатія, який, проте, відчайдушно оскаржував це рішення в Синоді..
У єпископа Петра знайшлися прихильники: його підтримало привілейоване і залежне від прихильності єпископа міське духовенство і окремі представники чиновництва. Проти єпископа виступив археологічний комітет, викривальну позицію зайняв світський друк. Але масштаб виявлених ревізією порушень однозначно вирішив долю єпископа.
15 лютого 1908 звільнений «за проханням, у зв'язку із хворобою» в Новоєрусалимський Воскресенський монастир.
Про свою відставку дізнався лише тоді, коли рішення було підписане імператором, опубліковане і набуло чинності. Після цього єпископ Петро з обуренням писав обер-прокурору П. П. Ізвольському про те, що прохань не подавав, домагаючись «прозорого» вирішення свого питання.
Петро Друґов уже ніколи більше не вийшов з опали, проживши залишок життя «на спокої» в Воскресенському Новоєрусалимському монастирі.
Помер у 1917. Похований в Новоєрусалимському монастирі.

## Твори
Западная Церковь в борьбе с Великим расколом в первое десятилетие XV в. М. 1890.